# Cappadonna
Darryl Hill (Staten Island, 18 de setembro de 1969), mais conhecido pelo seu nome artístico Cappadonna, é um rapper americano, membro dos grupos de hip hop Wu-Tang Clan e Theodore Unit.

## Carreira
Cappadonna (também conhecido como Cappachino) é conhecido por ser um dos membros do Wu-Tang Clan, e tinha sido mentor de U-God. No entanto, Cappadonna foi para a prisão e foi substituído no grupo por Method Man.
Cappadonna fez sua estréia como membro do Wu-Tang no single "Ice Cream" do álbum de 1995, Only Built 4 Cuban Linx... de Raekwon. Ele também fez uma participação, juntamente com Raekwon, no álbum solo de estréia de Ghostface Killah, Ironman. Ele fez sua primeira participação em um álbum do Wu-Tang Clan em 1997 em Wu-Tang Forever no single "Triumph". Após sua aparição em Forever, ele contribuiu significativamente para o terceiro álbum de estúdio do grupo, The W. Depois de uma briga com RZA, ele não apareceu no álbum Iron Flag. Ele finalmente se reuniu com o grupo para o show no Rock the Bells de 2004 e apareceu no álbum 8 Diagrams de 2007.

## Discografia

### Álbuns
| Nome do Álbum           | Data de Lançamento      | Certificações |
| ----------------------- | ----------------------- | ------------- |
| The Pillage             | 24 de março de 1998     | RIAA: Ouro    |
| The Yin and the Yang    | 3 de abril de 2001      |               |
| The Struggle            | 7 de outubro de 2003    |               |
| The Cappatilize Project | 22 de julho de 2008     |               |
| Slang Prostitution      | 27 de janeiro de 2009   |               |
| The Pilgrimage          | 15 de novembro de 2011  |               |
| Eyrth, Wynd and Fyre    | 26 de fevereiro de 2013 |               |
| Hook Off                | 17 de junho de 2014     |               |
| The Pillage 2           | 27 de novembro de 2015  |               |